# Torrimar (estación del Tren Urbano de San Juan)
Torrimar es una estación de metro del Tren Urbano situada en el municipio de Guaynabo del Estado Libre Asociado de Puerto Rico. La estación fue inaugurada el 17 de diciembre de 2004. Se compone de dos andenes laterales de 138 metros de longitud y dos vías centrales.
El Tren Urbano así como la red de autobuses y las lanchas de Cataño están gestionados por la Autoridad de Transporte Integrado (ATI) de la Autoridad Metropolitana de Autobuses (AMA).

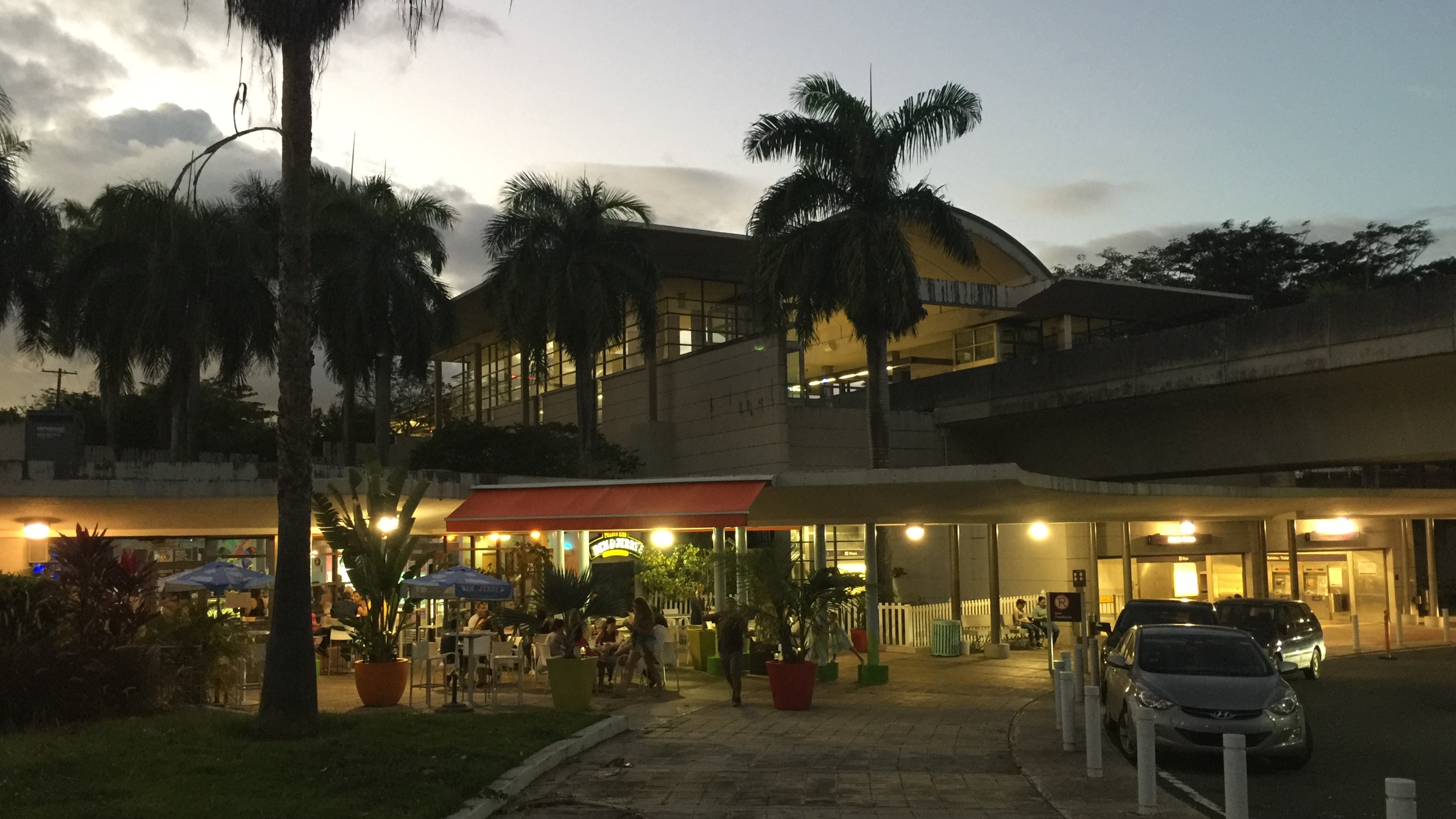
Vista nocturna de la entrada contiguo a una heladería en la misma estación